# Temporada 1946-47 de los Washington Capitols
La Temporada 1946-47 fue la primera de los Washington Capitols en la BAA. La temporada regular acabó con 49 victorias y 11 derrotas, la mejor marca de toda la liga, ocupando el primer puesto de la División Este, clasificándose para los playoffs en los que resultaron sorprendentemente eliminados en semifinales por Chicago Stags.

## Temporada regular
| # | División Este           | División Este | División Este | División Este | División Este |
| # | Equipo                  | G             | P             | %             | PD            |
| - | ----------------------- | ------------- | ------------- | ------------- | ------------- |
| 1 | x-Washington Capitols   | 49            | 11            | .817          | –             |
| 2 | x-Philadelphia Warriors | 35            | 25            | .583          | 14            |
| 3 | x-New York Knicks       | 33            | 27            | .550          | 16            |
| 4 | Providence Steamrollers | 28            | 32            | .467          | 21            |
| 5 | Boston Celtics          | 22            | 38            | .367          | 27            |
| 6 | Toronto Huskies         | 22            | 38            | .367          | 27            |

## Playoffs

### Semifinales
(E1) Washington Capitols vs. (O1) Chicago Stags: Stags gana las series 2-4
- Partido 1 @ Washington: Washington 65, Chicago 81
- Partido 2 @ Washington: Washington 53, Chicago 69
- Partido 3 @ Chicago: Chicago 67, Washington 55
- Partido 4 @ Washington: Washington 76, Chicago 69
- Partido 5 @ Chicago: Chicago 55, Washington 67
- Partido 6 @ Chicago: Chicago 66, Washington 61

## Estadísticas

### Temporada regular
| Rk | Jugador          | Edad | P  | PT | MP | TC  | TCI  | %TC  | 3P | 3PI | %3P | TL  | TLI | %TL  | RO | RD | RT | AS  | RB | TAP | BP | FP  | PTS  |
| -- | ---------------- | ---- | -- | -- | -- | --- | ---- | ---- | -- | --- | --- | --- | --- | ---- | -- | -- | -- | --- | -- | --- | -- | --- | ---- |
| 1  | Bob Feerick      | 27   | 55 |    |    | 6.6 | 16.5 | .401 |    |     |     | 3.6 | 4.7 | .762 |    |    |    | 1.3 |    |     |    | 2.6 | 16.8 |
| 2  | Fred Scolari     | 24   | 58 |    |    | 5.0 | 17.1 | .294 |    |     |     | 2.5 | 3.1 | .811 |    |    |    | 1.0 |    |     |    | 2.7 | 12.6 |
| 3  | Bones McKinney   | 28   | 58 |    |    | 4.7 | 17.0 | .279 |    |     |     | 2.5 | 3.6 | .690 |    |    |    | 1.2 |    |     |    | 2.8 | 12.0 |
| 4  | Johnny Norlander | 25   | 60 |    |    | 3.7 | 11.6 | .319 |    |     |     | 3.0 | 4.6 | .652 |    |    |    | 0.8 |    |     |    | 2.0 | 10.4 |
| 5  | John Mahnken     | 24   | 60 |    |    | 3.7 | 14.6 | .255 |    |     |     | 1.9 | 2.7 | .681 |    |    |    | 1.0 |    |     |    | 3.0 | 9.3  |
| 6  | Irv Torgoff      | 29   | 58 |    |    | 3.2 | 11.8 | .273 |    |     |     | 2.0 | 2.7 | .730 |    |    |    | 0.5 |    |     |    | 3.0 | 8.4  |
| 7  | Bob Gantt        | 24   | 23 |    |    | 1.3 | 3.9  | .326 |    |     |     | 0.6 | 1.2 | .464 |    |    |    | 0.2 |    |     |    | 2.0 | 3.1  |
| 8  | Marty Passaglia  | 27   | 43 |    |    | 1.2 | 5.1  | .231 |    |     |     | 0.4 | 0.7 | .563 |    |    |    | 0.2 |    |     |    | 1.0 | 2.8  |
| 9  | Al Negratti      | 25   | 11 |    |    | 1.2 | 6.3  | .188 |    |     |     | 0.5 | 0.7 | .625 |    |    |    | 0.5 |    |     |    | 1.8 | 2.8  |
| 10 | Buddy O'Grady    | 27   | 55 |    |    | 1.0 | 4.2  | .238 |    |     |     | 0.7 | 1.0 | .717 |    |    |    | 0.4 |    |     |    | 1.1 | 2.7  |
| 11 | Ben Goldfaden    | 33   | 2  |    |    | 0.0 | 1.0  | .000 |    |     |     | 1.0 | 2.0 | .500 |    |    |    | 0.0 |    |     |    | 1.5 | 1.0  |
| 12 | Ken Keller       |      | 25 |    |    | 0.4 | 1.2  | .333 |    |     |     | 0.1 | 0.2 | .500 |    |    |    | 0.0 |    |     |    | 0.6 | 0.9  |
| 13 | Al Lujack        | 26   | 5  |    |    | 0.2 | 1.6  | .125 |    |     |     | 0.4 | 1.0 | .400 |    |    |    | 0.0 |    |     |    | 1.2 | 0.8  |
| 14 | Gene Gillette    |      | 14 |    |    | 0.1 | 0.8  | .091 |    |     |     | 0.4 | 0.6 | .667 |    |    |    | 0.1 |    |     |    | 0.9 | 0.6  |

### Playoffs
| Rk | Jugador          | Edad | P | PT | MP | TC  | TCI  | %TC  | 3P | 3PI | %3P | TL  | TLI | %TL   | RO | RD | RT | AS  | RB | TAP | BP | FP  | PTS  |
| -- | ---------------- | ---- | - | -- | -- | --- | ---- | ---- | -- | --- | --- | --- | --- | ----- | -- | -- | -- | --- | -- | --- | -- | --- | ---- |
| 1  | Bob Feerick      | 27   | 6 |    |    | 5.8 | 18.3 | .318 |    |     |     | 3.3 | 4.5 | .741  |    |    |    | 1.0 |    |     |    | 3.7 | 15.0 |
| 2  | Bob Gantt        | 24   | 2 |    |    | 0.5 | 1.5  | .333 |    |     |     | 0.0 | 0.5 | .000  |    |    |    | 0.0 |    |     |    | 0.0 | 1.0  |
| 3  | John Mahnken     | 24   | 6 |    |    | 3.8 | 16.0 | .240 |    |     |     | 2.7 | 3.2 | .842  |    |    |    | 0.2 |    |     |    | 4.2 | 10.3 |
| 4  | Bones McKinney   | 28   | 6 |    |    | 3.0 | 14.2 | .212 |    |     |     | 3.7 | 5.7 | .647  |    |    |    | 0.5 |    |     |    | 2.8 | 9.7  |
| 5  | Johnny Norlander | 25   | 6 |    |    | 2.3 | 8.3  | .280 |    |     |     | 2.2 | 2.8 | .765  |    |    |    | 0.3 |    |     |    | 1.8 | 6.8  |
| 6  | Buddy O'Grady    | 27   | 6 |    |    | 0.3 | 3.3  | .100 |    |     |     | 0.8 | 0.8 | 1.000 |    |    |    | 0.0 |    |     |    | 0.8 | 1.5  |
| 7  | Marty Passaglia  | 27   | 6 |    |    | 0.3 | 2.3  | .143 |    |     |     | 0.2 | 0.5 | .333  |    |    |    | 0.0 |    |     |    | 1.7 | 0.8  |
| 8  | Fred Scolari     | 24   | 6 |    |    | 3.7 | 15.8 | .232 |    |     |     | 4.5 | 5.7 | .794  |    |    |    | 0.8 |    |     |    | 2.8 | 11.8 |
| 9  | Irv Torgoff      | 29   | 6 |    |    | 2.2 | 13.5 | .160 |    |     |     | 2.2 | 3.2 | .684  |    |    |    | 0.8 |    |     |    | 3.8 | 6.5  |

## Galardones y récords
| Jugador        | Galardón                    |
| Bones McKinney | Mejor quinteto de la BAA    |
| Bob Feerick    | Mejor quinteto de la BAA    |
| Fred Scolari   | 2º Mejor quinteto de la BAA |